# Bradley in the Moors
Bradley in the Moors – wieś w Anglii, w hrabstwie Staffordshire. Leży 22 km na północny wschód od miasta Stafford i 202 km na północny zachód od Londynu.